# سوزان استراسبرگ
سوزان استراسبرگ (انگلیسی: Susan Strasberg; ۲۲ مهٔ ۱۹۳۸ – ۲۱ ژانویهٔ ۱۹۹۹) یک هنرپیشه اهل ایالات متحده آمریکا بود. وی بین سال‌های ۱۹۵۳ تا ۱۹۹۲ میلادی فعالیت می‌کرد.
و بازیگر تلویزیونی. فکر می شود بعدی باشد
,ساده‌دل (شخصیت قراردادی),نوع,آدری هپبورن,
او نامزد دریافت شد,جوایز تونی
در سن ۱۸ سالگی ، نقش عنوان را در دفتر خاطرات آن فرانک بازی می کند. او روی جلد های ظاهر شد,لایف
و نیوزویک در سال ۱۹۵۵. یکی از دوستان نزدیک از
نیوزویکو,مریلین مونرو
او دو کتاب پرفروش قصبه نوشت. فعالیت بعدی او در درجه اول شامل آن بود,فیلم ترسناکو فیلم اسلشر.

## زندگی اولیه
استراسببرگ در شهر نیویورک متولد شد,کارگردان نمایش,و مربی درام,لی استراسبرگ,از,اکتورز استودیو,و بازیگر سابق,
پائولا استراسبرگ,برادرش,جان استراسبرگ,مربی بازیگری است. پدرش در آنچه اکنون اوکراین است ، و مادرش در شهر نیویورک به دنیا آمد. آنها هر دو از خانواده های یهودی بودند که از اروپا مهاجرت کردند استراسبرگ در مدرسه حرفه ای کودکان شرکت کرد و سپس در دبیرستان هنر موسیقی و دبیرستان هنرهای نمایشی وقت گذراند. او همچنین مدلینگ را انجام داد.

### نقش های اولیه
ویرایش در سن ۱۴ سالگی، استراسبرگ در سال ۱۹۵۳ در نمایش مایا در برادوی ظاهر شد که هفت اجرا داشت. اولین حضور تلویزیونی او در سریال «ستاره‌ای در حال سقوط را بگیر» بود، قسمتی از سریال  خانه بازی گودیر به کارگردانی,دلبرت مندر همان سال,,او در بود,رومئو و ژولیت برای تئاتر کرافت (۱۹۵۴) ، بازی جولیت ، و قسمت های تئاتر جنرال الکتریک و,اومنیباس

## نوشتن
استراسبرگ دو کتاب پرفروش نوشت تلخ یک زندگینامه بود که در آن در مورد روابط پرشور خود با والدین و بازیگران نوشت,ریچارد برتونو,کریستوفر جونز (هنرپیشه)و همچنین با مبارزات دختر خود با نقص قلب او ۱۰۰۰۰۰ پیش پرداخت برای آن دریافت کرد و برای ۳۰۰۰۰۰ حقوق شومیز فروخت.

## بخشی از فیلمشناسی
از فیلم‌ها یا برنامه‌های تلویزیونی که وی در آن نقش داشته‌است می‌توان به آثار زیر اشاره کرد.
- پیک‌نیک (فیلم ۱۹۵۵) (۱۹۵۵)
- عشق بازیگری (۱۹۵۸)
- ماجراهای یک مرد جوان همینگوی (۱۹۶۲)
- مک‌میلان و همسرش (۱۹۷۴)
- کارآگاه راکفورد (۱۹۷۶)
- قطار هوایی (فیلم ۱۹۷۷) (۱۹۷۷)
- مهاجران (رمان) (۱۹۷۸)
- نیروی دلتا (فیلم) (۱۹۸۶)
- توما